# Trogulus hirtus
Espèce
Synonymes
- Trogulus tricarinatus hirtus Dahl, 1903

Trogulus hirtus est une espèce d'opilions dyspnois de la famille des Trogulidae.

## Distribution
Cette espèce se rencontre dans le Sud de la Bosnie-Herzégovine, dans le Sud-Ouest du Monténégro et dans le Sud-Est de la Croatie.

## Description
Les mâles mesurent de 4,15 à 4,5 mm et les femelles de 4,35 à 4,5 mm.

## Systématique et taxinomie
Cette espèce a été décrite sous le protonyme Trogulus tricarinatus hirtus par Dahl en 1903. Elle est élevée au rang d'espèce par Schönhofer et Martens en 2009.

## Publication originale
- Dahl, 1903 : « Über eine eigenartige Metamorphose der Troguliden, eine Verwandlung von Amopaum in Dicranolasma und von Metopoctea in Trogulus. » Sitzungsberichte der Gesellschaft Naturforschender Freunde zu Berlin, vol. 7, p. 278–292.